# Microthyrium macrosporum
Microthyrium macrosporum är en svampart som först beskrevs av Pier Andrea Saccardo, och fick sitt nu gällande namn av Franz Xaver von Höhnel 1919. Microthyrium macrosporum ingår i släktet Microthyrium och familjen Microthyriaceae.  Arten är reproducerande i Sverige. Inga underarter finns listade i Catalogue of Life.